# Prählamäe
Prählamäe is een plaats in de Estlandse gemeente Hiiumaa, provincie Hiiumaa. De plaats heeft de status van dorp (Estisch: küla).
De plaats behoorde tot in oktober 2017 tot de gemeente Pühalepa. In die maand ging Pühalepa op in de fusiegemeente Hiiumaa.

## Bevolking
Het dorp had 9 inwoners op 31 december 2011 en 12 inwoners op 31 december 2021.

## Ligging
Prählamäe grenst aan Kärdla, de hoofdstad van Hiiumaa. Een deel van het dorp ligt in het natuurreservaat Pihla-Kaibaldi looduskaitseala (38,2 km²).
Door het dorp stroomt de rivier Nuutri. De Tugimaantee 81, de secundaire weg van Kärdla naar Käina, komt door Prählamäe.

## Geschiedenis
Prählamäe werd, net als de buurdorpen Kärdla-Nõmme en Pilpaküla, pas in 1997 een zelfstandig dorp. Tot 1977 hoorde het bij Kärdla, tussen 1977 en 1997 bij Tubala. De naam betekent ‘heuvel van Prähla’; Prähla is de naam van een boerderij in het dorp.